# Rubus idaeus
Rubus idaeus, tên thông thường: mâm xôi đỏ hoặc mâm xôi châu Âu, là loài thực vật có hoa trong họ Hoa hồng. Loài này được L. miêu tả khoa học đầu tiên năm 1753. Trong tiếng Trung, tên loài này là Phúc bồn tử (覆盆子).

## Hình ảnh

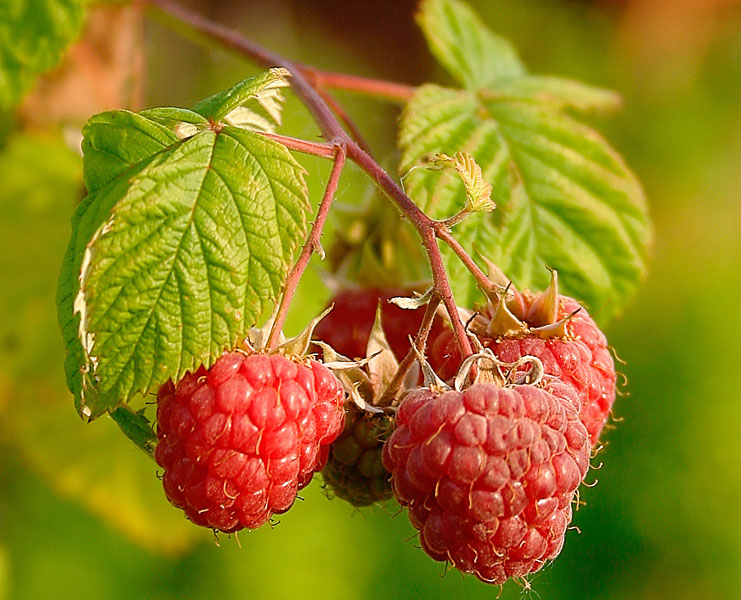
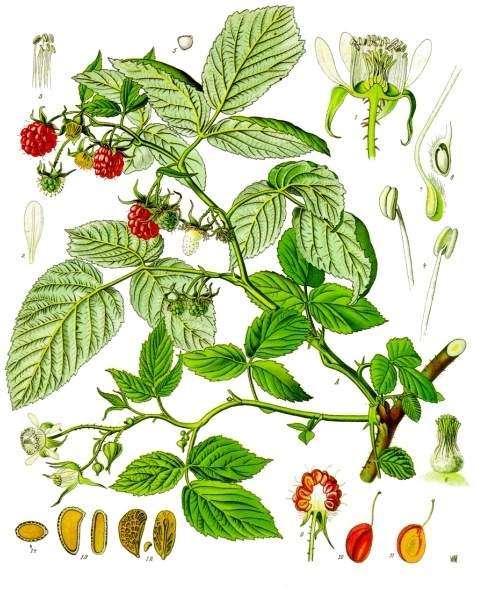
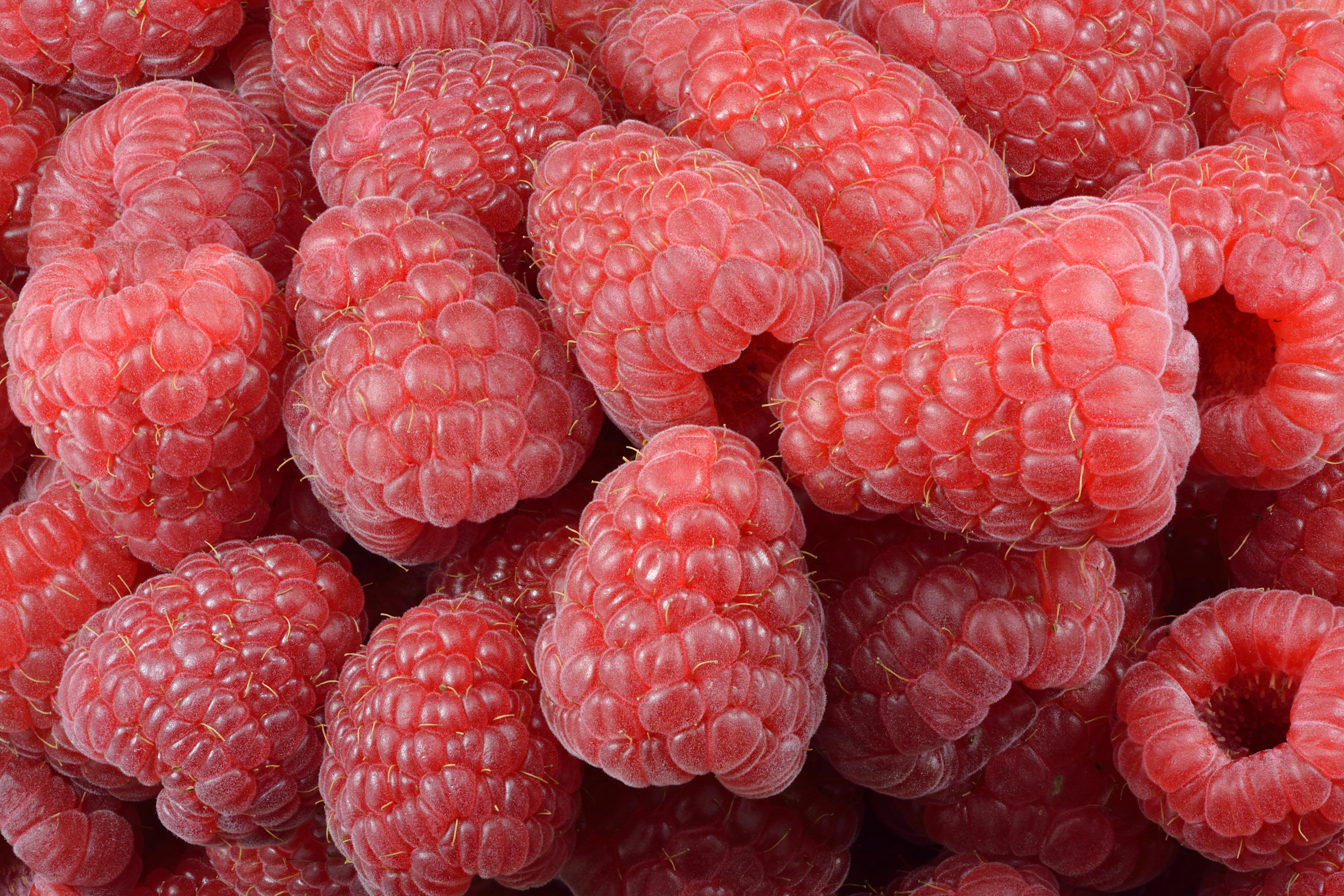
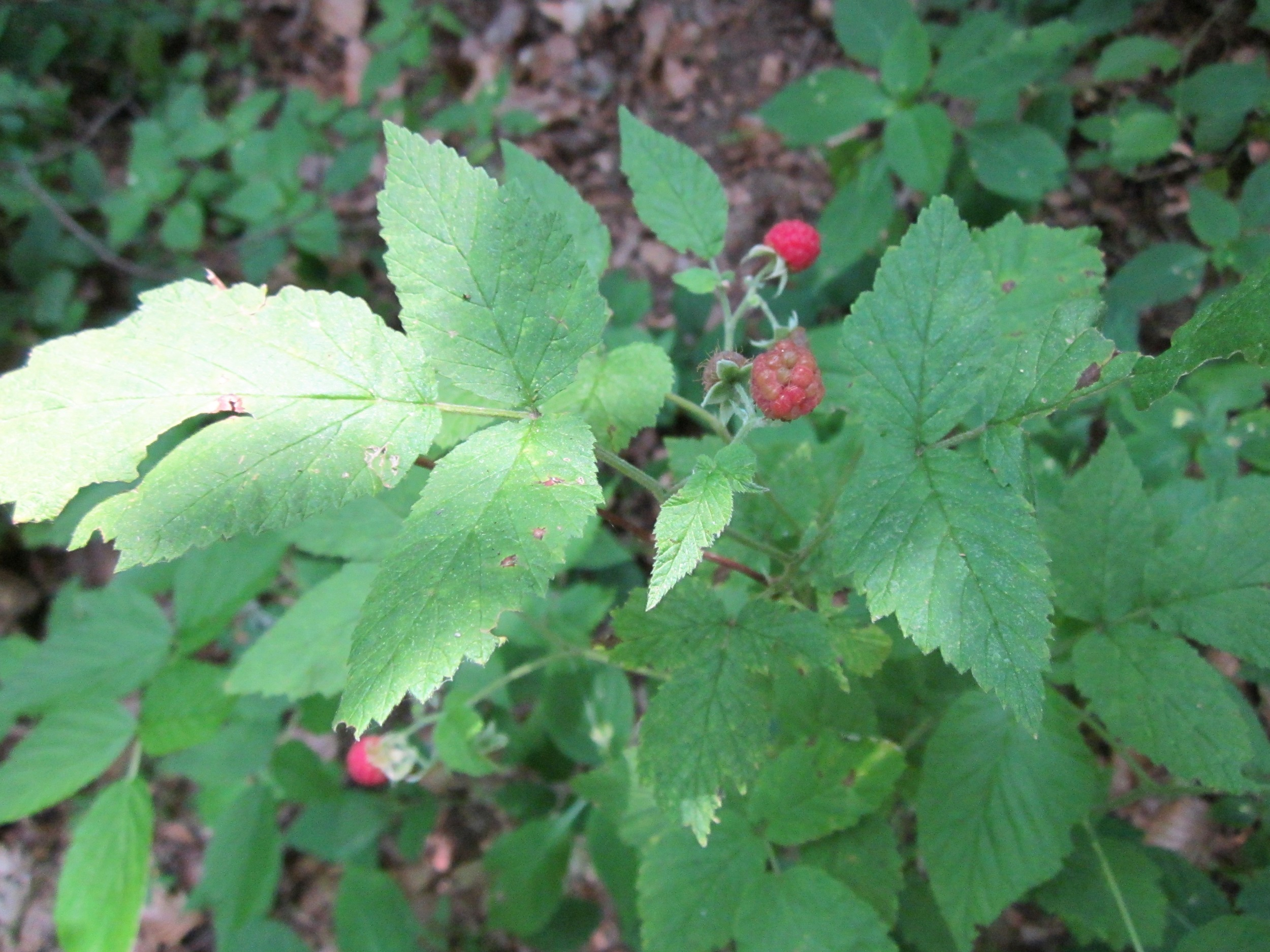
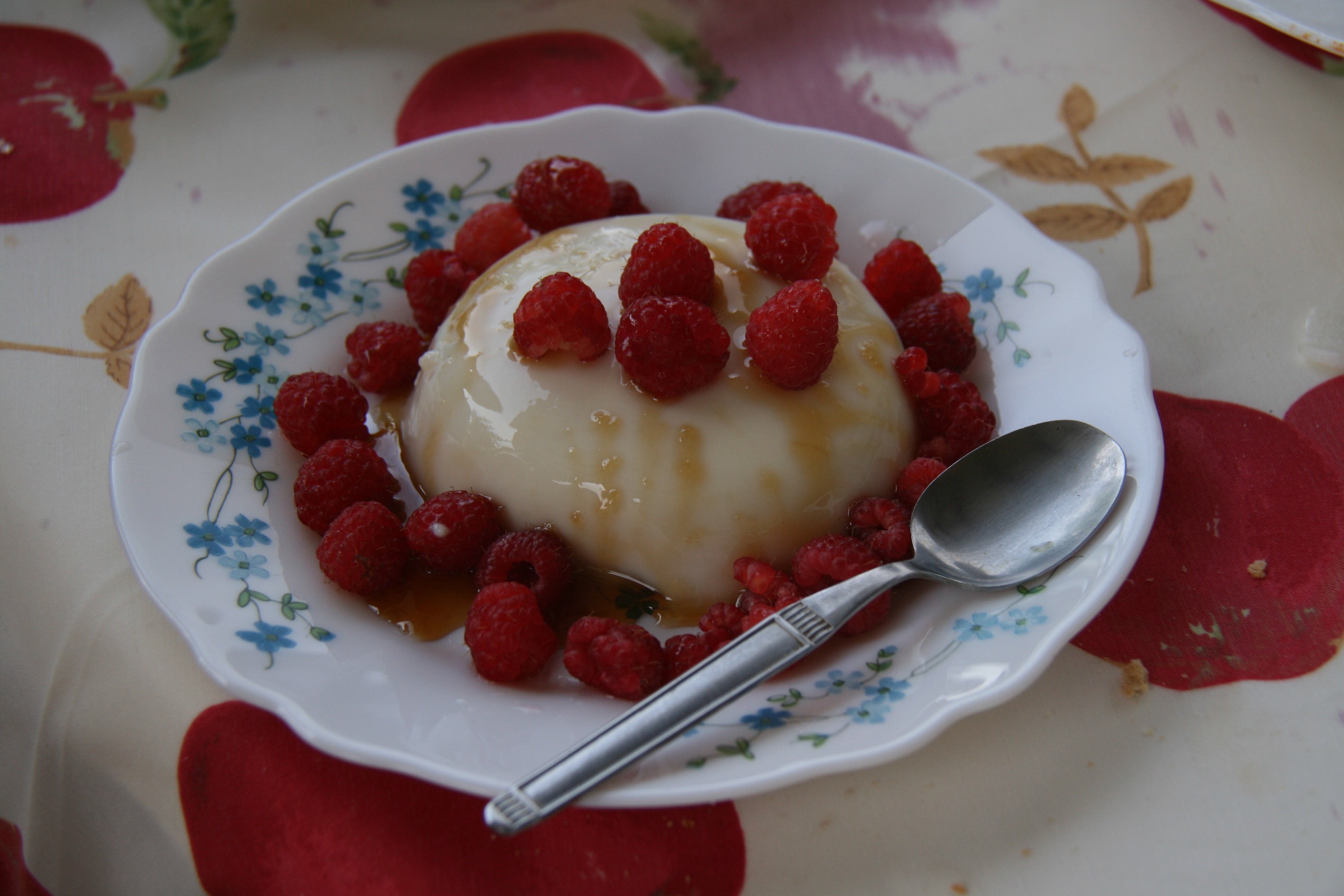
Món tráng miệng mâm xôi với phô mai tươi và mật ong